# روز کهنه‌سربازان
روز کهنه‌سربازان (به انگلیسی: Veterans Day) نام یکی از تعطیلات رسمی در ایالات متحده آمریکا است. این روز در ۱۱ نوامبر توسط دولت فدرال یکی از تعطیلات عمومی به حساب می‌آید. این روز، روز یادبود سربازان جانباز و بازنشسته آمریکاست.

## نگارخانه

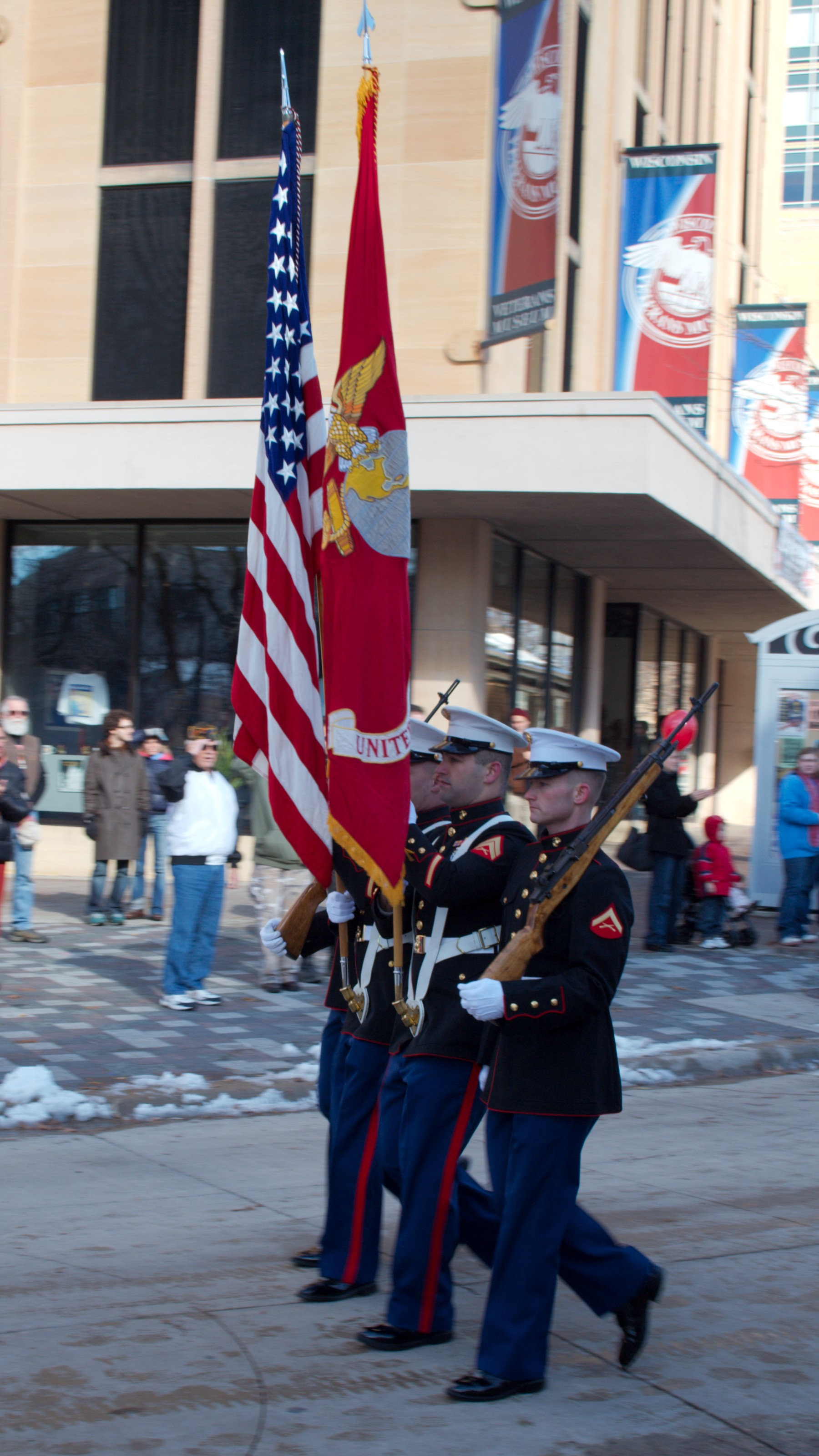
یک رژه در جشن روز سربازان بازنشسته در شهر مدیسون آمریکا.
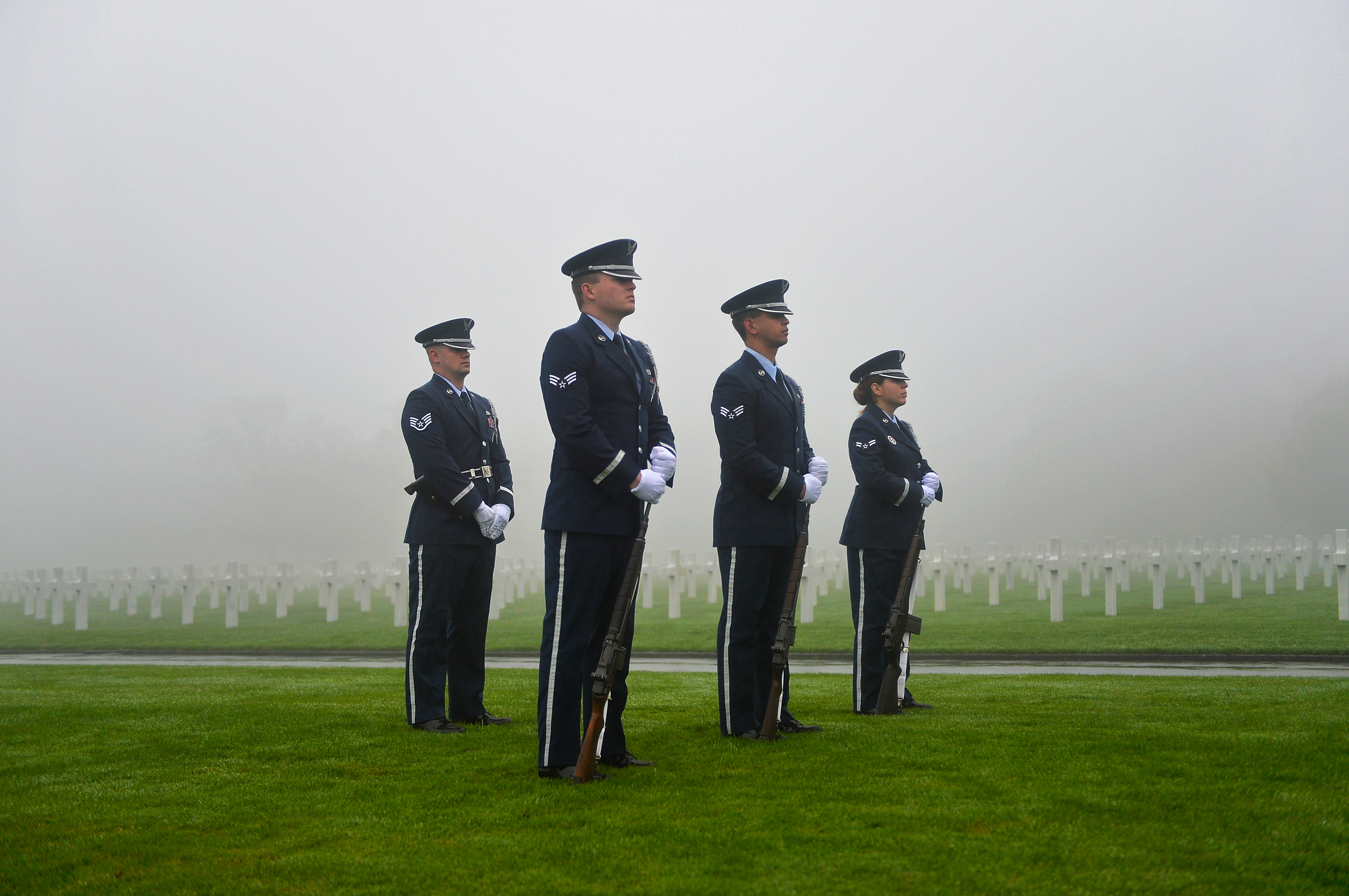
نگاره‌ای از افسران نیروی هوایی ایالات متحده آمریکا در گورستان آمریکایی هِنری-چَپِل در روز کهنه‌سربازان.